# StudioCanal
StudioCanal är ett franskt filmbolag som ingår i mediegruppen Vivendi som en del av Groupe Canal+.

## Bakgrund
Bolaget har sitt ursprung i Canal+ Productions som startade 1987 som ett filmbolag tillhörande betal-tv-kanalen Canal+. Snart fick bolaget namnet Le Studio Canal+. Ursprungligen producerade bolaget främst franska och europeiska filmer, men skulle snart delta i produktion av Hollywoodfilmer som Terminator 2 - Domedagen, Under belägring, Rädda Willy, Stargate och Bridget Jones dagbok. År 2000 fick bolaget sitt nuvarande namn.
StudioCanal hade länge enbart egen distribution in Frankrike. År 2006 köpte man den brittisk distributören Optimum Releasing, och 2008 köpte man tyska Kinowelt. Sedan 2011 heter dessa StudioCanal UK respektive StudioCanal GmbH.
Utöver de egna filmerna, har StudioCanal köpt på sig rättigheterna till filmer som producerats av ett antal filmbolag som upphört, däribland Carolco Pictures och Embassy Pictures.